# Рокити
Рокити (груз. როკითი) — село в Грузии, в муниципалитете Багдати края Имеретия.

## География
Село расположено на левом берегу реки Ханисскали. Высота над уровнем моря — 140 метров. Находится в 10 километрах от Багдати.

## Население
По данным на 2014 год в селе проживало 477 человек.

### Демография
| Год переписи | Население | Мужчины | Женщины |
| ------------ | --------- | ------- | ------- |
| 2002         | 619       | 279     | 340     |
| 2014         | 477       | 225     | 252     |